# Кіран Тріпп'єр
Кіран Тріпп'єр (англ. Kieran Trippier; нар. 19 вересня 1990, Бері, Англія) — англійський футболіст, правий захисник клубу «Ньюкасл Юнайтед» і збірної Англії.

## Клубна кар'єра
Вихованець футбольної школи клубу «Манчестер Сіті», з яким 2007 року підписав свій перший контракт, проте в основі «містян» не грав, почавши професійну кар'єру в складі «Барнслі» з Чемпіоншипу в лютому 2010 року і виступав там до кінця сезону 2010/11.
З 2011 по 2014 був гравцем «Бернлі» і два сезони поспіль потрапляв в символічну збірну Чемпіоншипа, а в сезоні 2014/15 виступав з командою в Прем'єр-Лізі.
Після вильоту «бордових» з вищого дивізіону Кіран приєднався до «Тоттенгем Готспур», підписавши контракт до 2019 року.
Протягом двох перших сезонів не дуже регулярно виходив на поле у складі «Тоттенгема», програючи конкуренцію за місце на правому фланзі захисту Кайлу Вокеру. Після переходу Вокера до «Манчестер Сіті» влітку 2017 року Тріпп'єр, який незадовго до того уклав з клубом нову п'ятирічну угоду, нарешті став стабільним гравцем стартового складу «шпор».
У 2019 році Кіран Тріпп'єр перейшов за 22 мільйони євро до мадридського «Атлетіко», з яким підписав 3-річний контракт.

## Виступи за збірні
2007 року дебютував у складі юнацької збірної Англії, разом з якою став фіналістом юнацького (U-19) чемпіонату Європи 2009 року. Всього взяв участь в 14 іграх на юнацькому рівні.
Протягом 2010—2011 років залучався до складу молодіжної збірної Англії. На молодіжному рівні зіграв у 2 офіційних матчах.
2017 року дебютував в офіційних матчах у складі національної збірної Англії. Згодом регулярно викликався до лав збірної, проте зазвичай залишався резервістом Кайла Вокера, якому раніше програвав конкуренцію на позиції правого захисника й у клубі.
16 травня 2018 року був включений до заявки національної команди на чемпіонат світу 2018. На турнірі виходив на поле у шести з семи матчів своєї збірної та став автором єдиного голу англійців у півфінальній грі проти збірної Хорватії, яку, утім його команда програла з рахунком 1:2.
| Дата       | Місто            | Господарі  | Результат               | Гості      | Турнір                                    | Голи | Примітки |
| ---------- | ---------------- | ---------- | ----------------------- | ---------- | ----------------------------------------- | ---- | -------- |
| 13-6-2017  | Сен-Дені         | Франція    | 3 – 2                   | Англія     | товариський матч                          | -    | 76'      |
| 8-10-2017  | Вільнюс          | Литва      | 0 – 1                   | Англія     | Відбір до ЧС 2018                         | -    |          |
| 11-11-2017 | Лондон           | Англія     | 0 – 0                   | Німеччина  | товариський матч                          | -    | 71'      |
| 23-3-2018  | Амстердам        | Нідерланди | 0 – 1                   | Англія     | товариський матч                          | -    |          |
| 27-3-2018  | Лондон           | Англія     | 1 – 1                   | Італія     | товариський матч                          | -    | 60'      |
| 2-6-2018   | Лондон           | Англія     | 2 – 1                   | Нігерія    | товариський матч                          | -    |          |
| 7-6-2018   | Лідс             | Англія     | 2 – 0                   | Коста-Рика | товариський матч                          | -    | 64'      |
| 18-6-2018  | Волгоград        | Туніс      | 1 – 2                   | Англія     | ЧС 2018 - груповий етап                   | -    |          |
| 24-6-2018  | Нижній Новгород  | Англія     | 6 – 1                   | Панама     | ЧС 2018 - груповий етап                   | -    | 63'      |
| 3-7-2018   | Тушино           | Колумбія   | 1 – 1 д.ч. (3 - 4 п.п.) | Англія     | ЧС 2018 - 1/8 фіналу                      | -    |          |
| 7-7-2018   | Самара           | Швеція     | 0 – 2                   | Англія     | ЧС 2018 - чвертьфінал                     | -    |          |
| 11-7-2018  | Москва           | Хорватія   | 2 – 1 д.ч.              | Англія     | ЧС 2018 - півфінал                        | 1    | 117'     |
| 14-7-2018  | Санкт-Петербург  | Бельгія    | 2 – 0                   | Англія     | ЧС 2018 - матч за 3-тє місце              | -    |          |
| 8-9-2018   | Лондон           | Англія     | 1 – 2                   | Іспанія    | Ліга націй УЄФА 2018—2019 - груповий етап | -    |          |
| 11-9-2018  | Лестер           | Англія     | 1 – 0                   | Швейцарія  | товариський матч                          | -    | 78'      |
| 15-10-2018 | Севілья          | Іспанія    | 2 – 3                   | Англія     | Ліга націй УЄФА 2018—2019 - груповий етап | -    | 85'      |
| 7-9-2019   | Лондон           | Англія     | 4 – 0                   | Болгарія   | Відбір до ЧЄ 2020                         | -    |          |
| 11-10-2019 | Прага            | Чехія      | 2 – 1                   | Англія     | Відбір до ЧЄ 2020                         | -    |          |
| 14-10-2019 | Софія            | Болгарія   | 0 – 6                   | Англія     | Відбір до ЧЄ 2020                         | -    |          |
| 5-9-2020   | Рейк’явік        | Ісландія   | 0 – 1                   | Англія     | Ліга націй УЄФА 2020—2021 - груповий етап | -    |          |
| 8-9-2020   | Копенгаген       | Данія      | 0 – 0                   | Англія     | Ліга націй УЄФА 2020—2021 - груповий етап | -    |          |
| 8-10-2020  | Лондон           | Англія     | 3 – 0                   | Уельс      | товариський матч                          | -    | кап. 58' |
| 11-10-2020 | Лондон           | Англія     | 2 – 1                   | Бельгія    | Ліга націй УЄФА 2020—2021 - груповий етап | -    |          |
| 15-11-2020 | Левен            | Бельгія    | 2 – 0                   | Англія     | Ліга націй УЄФА 2020—2021 - груповий етап | -    | 70'      |
| 18-11-2020 | Лондон           | Англія     | 4 – 0                   | Ісландія   | Ліга націй УЄФА 2020—2021 - груповий етап | -    | 85'      |
| 25-3-2021  | Лондон           | Англія     | 5 – 0                   | Сан-Марино | Відбір до ЧС 2022                         | -    | 46'      |
| 2-6-2021   | Мідлсбро         | Англія     | 1 – 0                   | Австрія    | товариський матч                          | -    |          |
| 6-6-2021   | Мідлсбро         | Англія     | 1 – 0                   | Румунія    | товариський матч                          | -    | 75'      |
| 13-6-2021  | Лондон           | Англія     | 1 – 0                   | Хорватія   | ЧЄ 2020 - груповий етап                   | -    |          |
| 29-6-2021  | Лондон           | Англія     | 2 – 0                   | Німеччина  | ЧЄ 2020 - 1/8 фіналу                      | -    |          |
| 3-7-2021   | Рим              | Україна    | 0 – 4                   | Англія     | ЧЄ 2020 - чвертьфінал                     | -    | 65'      |
| 7-7-2021   | Лондон           | Англія     | 2 – 1 д.ч.              | Данія      | ЧЄ 2020 - півфінал                        | -    | 106'     |
| 11-7-2021  | Лондон           | Італія     | 1 – 1 д.ч. (3 – 2 п.п.) | Англія     | ЧЄ 2020 - фінал                           | -    | 70'      |
| 5-9-2021   | Лондон           | Англія     | 4 – 0                   | Андорра    | Відбір до ЧС 2022                         | -    |          |
| 9-10-2021  | Андорра-ла-Велья | Андорра    | 0 – 5                   | Англія     | Відбір до ЧС 2022                         | -    | кап.     |
| 7-6-2022   | Мюнхен           | Німеччина  | 1 – 1                   | Англія     | Ліга націй УЄФА 2022—2023 - груповий етап | -    |          |
| 11-6-2022  | Вулвергемптон    | Англія     | 0 – 0                   | Італія     | Ліга націй УЄФА 2022—2023 - груповий етап | -    |          |
| 21-11-2022 | Ер-Райян         | Англія     | 6 – 2                   | Іран       | ЧС 2022 - груповий етап                   | -    |          |
| Усього     |                  | Матчів     | 38                      |            | Голів                                     | 1    |          |

## Досягнення
- Найкращий гравець «Бернлі»: 2011/12
- У символічній збірній Чемпіоншипу: 2012/13, 2013/14
- Чемпіон Іспанії: 2020/21
- Віце-чемпіон Європи: 2020
- Володар Кубка Футбольної ліги (1): 2024-25

## Цікаві факти
- У грудні 2020 за порушення правил гри у тоталізатор Англійська футбольна асоціація заборонила гравцю грати у футбол 10 тижнів (до 28 лютого 2021 року) на будь-якому рівні. Також на гравця було накладено штраф розміром 70 000₤[7].